# Damazy Kotowski
Damazy Kotowski (ur. 8 grudnia 1861 w Piotrkowie Trybunalskim, zm. 16 sierpnia 1943 w Poznaniu) – polski malarz.
Naukę malarstwa zdobywał w latach 1885–1886 i 1889–1890 w pracowni Jana Matejki w krakowskiej Szkole Sztuk Pięknych, a następnie od dnia 20 października 1890 w Akademii Sztuk Pięknych w Monachium u Sándora Wagnera. Od 1888 wystawiał swoje prace z działającym w Krakowie Towarzystwem Przyjaciół Sztuk Pięknych, a w późniejszych latach również w Warszawie, Lwowie i poza granicami kraju. Początkowo swoje prace podpisywał jako Damazy K, dopiero od 1893 używał pełnego nazwiska. W 1894 był współautorem dioramy Polowanie na niedźwiedzia w Tatrach, namalowane z Włodzimierzem Tetmajerem i Ludwikiem Stasiakiem dzieło miało być wystawiane w dużych polskich miastach za opłatą. Należał do lwowskiego Związku Artystów Polskich, w Teatrze Miejskim we Lwowie (obecnie Opera Lwowska) namalował w westybulu fresk o treści alegorycznej. W 1915 zaciągnął się do Legionów Polskich, podczas służby tworzył ilustracje zamieszczane w prasie żołnierskiej i kalendarzach legionowych. W 1926 zamieszkał w Poznaniu, gdzie zmarł w 1943. Był autorem tworzonych techniką olejną i pastelami obrazów przedstawiających krajobrazy, martwe natury, sceny o tematyce huculskiej oraz typowe dla szkoły monachijskiej sceny rodzajowe.